# Artemisina transiens
Artemisina transiens är en svampdjursart som beskrevs av Topsent 1892. Artemisina transiens ingår i släktet Artemisina och familjen Microcionidae. Inga underarter finns listade i Catalogue of Life.